# Simon Brehm

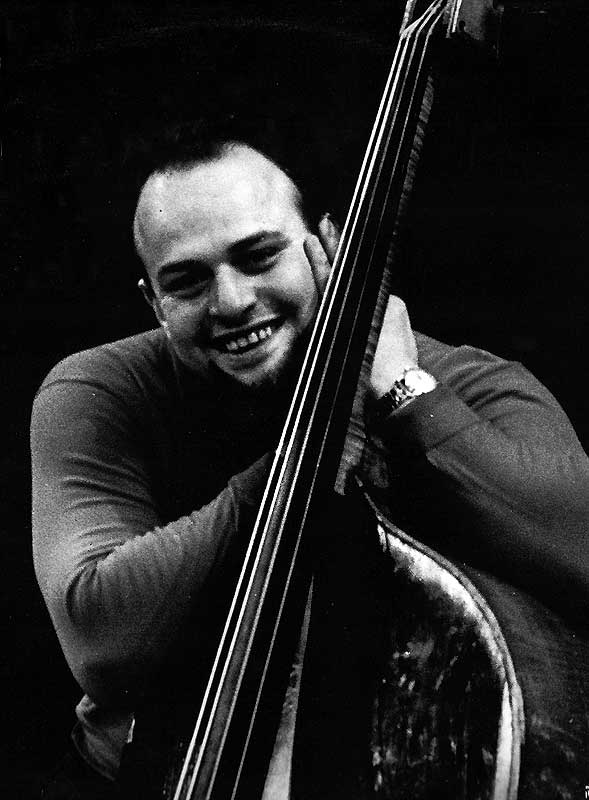
Simon Brehm

Simon Brehm (* 31. Dezember 1921; † 11. Februar 1967) war ein schwedischer Big-Band-Leader, Bassist und Komponist des Swing.

## Leben
Brehm lernte Klavier und Klarinette und spielte ab 1938 Gitarre (die er sich während einer Scharlacherkrankung im Krankenhaus beibrachte) in einer Amateurband Fair Play mit Gösta und Hasse Theselius. Er spielte dann Bass in verschiedenen Bands, wie der des Hotels Embassy, den Royal Swingers in Uppsala, den Stockholmer Bands von Charlie Norman, Carl-Henrik Norin und Arne Hülphers, bevor er 1946 eine eigene Band gründete, in der zeitweise u. a. Arne Domnérus, die von ihm entdeckte Sängerin Lill-Babs (deren Manager er später auch war), Stan Hasselgård, Rolf Billberg, Mikkel Flagstad und der Klarinettist Ove Lind spielten. Mit der Band begleitete er internationale Gastmusiker auf ihren Tourneen wie Hot Lips Page, Teddy Wilson, Sonny Clark, Annie Ross und Tyree Glenn. 1949 war er auf dem Festival International 1949 de Jazz in Paris zu Gast; 1950 nahm er mit Don Gais auf. In den 1950er Jahren gründete er auch eine eigene Plattenfirma Karusell und begleitete Jazzmusiker wie Stan Getz in Schweden; außerdem spielte er mit Lars Gullin und Rolf Ericson. Er war auch Leiter einer Band in einer frühen TV-Talkshow (Hylands hörna) in den 1960er Jahren und komponierte seit den 1940er Jahren Filmmusiken.

## Lexikalischer Eintrag
- Leonard Feather, Ira Gitler: The Biographical Encyclopedia of Jazz. Oxford University Press, New York 1999, ISBN 0-19-532000-X.

| Personendaten    | Personendaten                                |
| ---------------- | -------------------------------------------- |
| NAME             | Brehm, Simon                                 |
| KURZBESCHREIBUNG | schwedischer Jazz-Bassist und Bigband-Leader |
| GEBURTSDATUM     | 31. Dezember 1921                            |
| STERBEDATUM      | 11. Februar 1967                             |